# ㅖ
ㅖ是朝鲜语谚文中的一个元音字母。该字母的名称为“예”。
ㅖ在今日的标准韩国语中位於詞首或元音字母以及ㄹ之後读作/je/，即由硬颚近音半元音/j/和半闭前不圆唇元音/e/连读而组成。在ㄹ以外的輔音字母之後讀作/e/（即與ㅔ相同）。
ㅖ在馬-賴轉寫和文观部式中均被转写为ye。
ㅖ在朝鲜语盲文中，被表记为。
ㅖ由ㅕ和ㅣ组成，据此可以其在中古朝鲜语的读音与今日读音不同，直到18世纪末，才演化成今日的读音。

## 字符编码
| 種類               | 用途 | Unicode | HTML     |
| ------------------ | ---- | ------- | -------- |
| 諺文相容字母       | ㅖ   | U+3156  | &#12630; |
| 諺文字母應用       |      | U+1168  | &#4456;  |
| 漢陽私人使用區應用 |      | U+F81A  | &#63514; |
| 半形字母           | ￋ    | U+FFCB  | &#65483; |